# Stoina
Stoina is een Roemeense gemeente in het district Gorj.
Stoina telt 2543 inwoners.